# Toril (Teruel)
Toril es uno de los dos pueblos constituyentes del municipio de Toril y Masegoso, en la provincia de Teruel (Aragón, España). Su población es de 18 habitantes (2010).

## Toponimia
El topónimo Toril se puede interpretar a partir de la cultura ganadera como un lugar a donde cerraban toros, por ejemplo un toro que se emplearía como semental, sin poderse descartar que fueran toros de lidia. En tauromaquia se usa la palabra toril para designar una puerta de acceso de los toros al ruedo. En la Sierra de Albarrazín hay microtopónimos con la palabra Toril en Bronchales (Los Toriles, en El Puerto cerca de la Fuente del Canto), y Orihuela (El Toril, donde se encerraban ganado).
No obstante, en la península ibérica hay muchos topónimos con la palabra Toril o Turil y existe la posibilidad de interpretar algunos a partir de lenguas prerromanas dentro de un conjunto de topónimos que constituyen la serie TUR-.
La primera mención probable de Toril como antroponimia en el Sur de la sierra de Albarracín se encuentra hacia 1326 en el "Libro de pasos, amasadas, abrevaderos y dehesas" de la heredad del valle del Cabriel. En esos tiempos no debía de existir como aldea pero sí como masada o granja:

e por medio el toril los pinos cruçados.

Las menciones entre 1646 y 1713 también llevan el artículo definido El (El Toril), no obstante desde 1717 se escribe Toril sin artículo.

## Geografía
Toril se sitúa al pie de la sierra de Jabalón, bajo su vertiente oeste; y a pie de Refrontón (1.598 m), bajo su vertiente sur. Siguiéndola hacia el Norte se llega hasta un cruce con la A-1513 entre Terriente y Valdecuenca, siguiendo la carretera A-2703 hacia el Sur se llega hasta Arroyofrío, y girando la derecha se llega por la TE-912 a Masegoso.

## Historia
Las menciones del Toril en 1457 y 1519 lo tratan como granja o masada de la ciudad de Albarracín, siendo parte del término de esta ciudad.
Toril fue desarrollado como núcleo de población en el siglo XVI. Perteneció a la vereda de Teruel en el siglo XVII y al corregimiento de Albarracín entre 1711 y 1833. En 1845 se unió a Masegoso en un solo municipio.